# District de Multan
Le district de Multan est une subdivision administrative du sud de la province du Pendjab au Pakistan. Il est constitué autour de sa capitale, Multan, qui est la ville la plus peuplée du sud de la province, et la cinquième au niveau national. Le district est entouré par le district de Khanewal au nord et à l'est, de Lodhran à l'est, de Bahawalpur au sud, et enfin de Muzaffargarh à l'ouest.
Situé dans le sud rural et agricole du Pendjab, le district est pourtant le plus urbanisé du fait de la présence de Multan. Avec près de cinq millions d'habitants, le district est le centre culturel et économique de cette région peu développée et cœur de l'ethnie saraikie.

## Histoire
À l'époque de la partition des Indes en 1947, la région connait des mouvements de populations, les minorités hindoues et sikhs émigrant en Inde, tandis que des musulmans faisaient le trajet inverse. La population majoritairement musulmane a soutenu la création du Pakistan et donc la Ligue musulmane.

## Géographie et climat
La rivière Chenab traverse le district, qui connait par ailleurs un climat semi-aride, chaud en été et doux en hiver, ainsi que relativement sec, malgré une saison de pluies en juillet et août.

## Économie

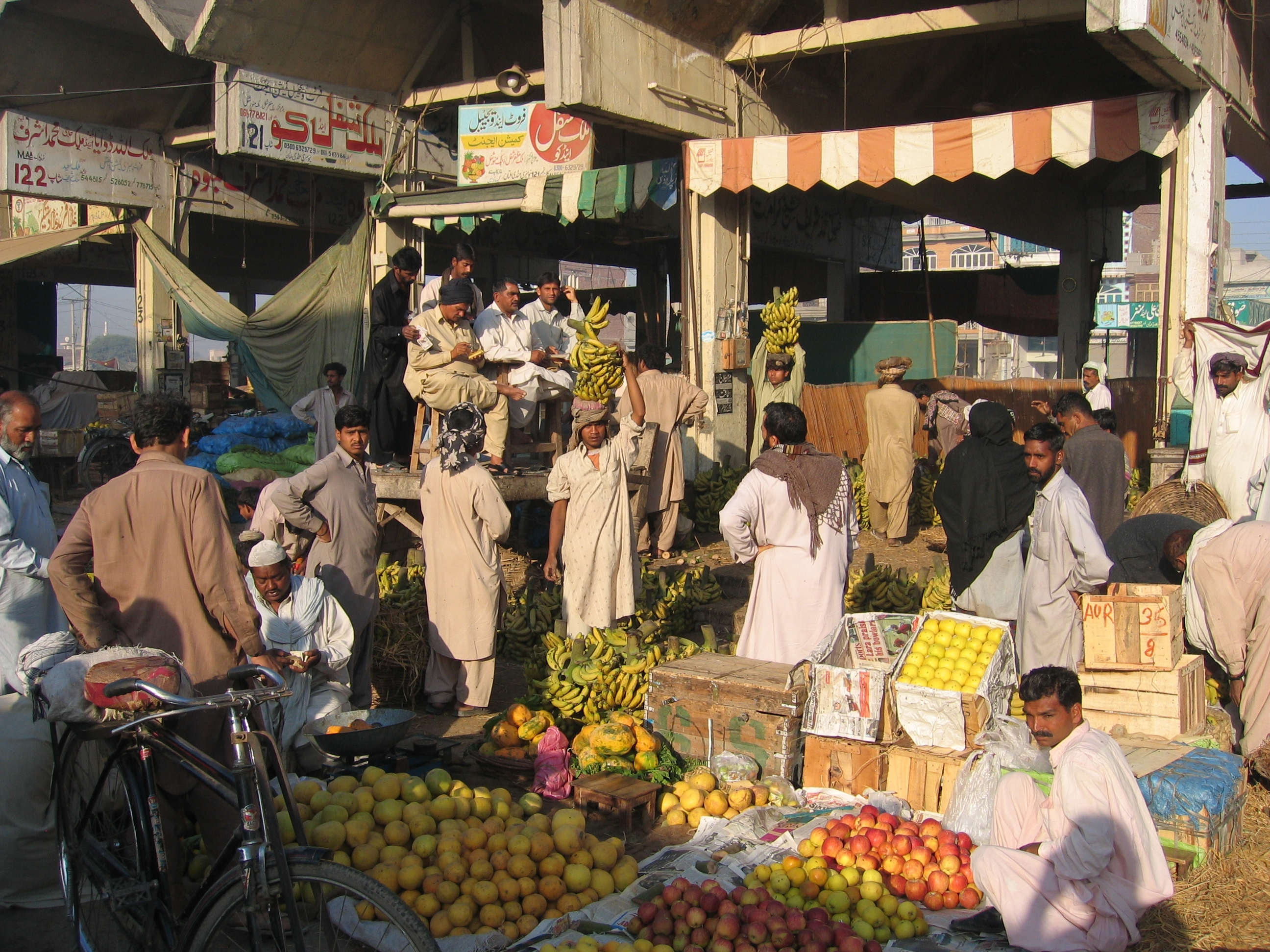
Marché de fruits à Multan.

L'économie du district, comme le reste du sud du Pendjab, repose majoritairement sur l'agriculture. Le secteur profite d'un climat chaud et d'un système d'irrigation hérité du Raj britannique, et cultive du riz, du blé, du coton, des mangues, des citrons et divers autres fruits et légumes. On trouve d'ailleurs à Multan une université agricole, et des centres de recherches sur le coton et la mangue. L'industrie locale est surtout orientée vers le textile.
Le district est relativement bien desservie par les transports, dont surtout le train, qui relie la ville de Multan à Dera Ghazi Khan, Lodhran et Khanewal. Ces deux dernières gares sont des nœuds ferroviaires qui déversent respectivement le sud et le nord du pays. La route nationale no 5 traverse le district, et une autoroute y passant est en projet pour relier ensemble les réseaux actuels du nord et sud du pays.

## Démographie
Lors du recensement de 1998, la population du district a été évaluée à 3 116 851 personnes, dont environ 42 % d'urbains, ce qui en fait le district le plus urbanisé du sud de la province. Le taux d'alphabétisation était de 43 % environ, dont 53 pour les hommes et 32 pour les femmes.
Le recensement suivant mené en 2017 pointe une population de 4 745 109 habitants, soit une croissance annuelle de 2,23 %, supérieure à la moyenne provinciale de 2,13 % mais inférieure à la moyenne nationale de 2,4 %. Le taux d'urbanisation monte à peine, à 43 % environ.
La langue la plus parlée du district est le pendjabi, dont principalement le dialecte multani, qui certains considèrent comme faisant partie du saraiki, qu'ils estiment être une langue à part entière. Le district compte quelques minorités religieuses, soit 2,5 % de chrétiens et 1,2 % d'hindous en 1998.

## Administration

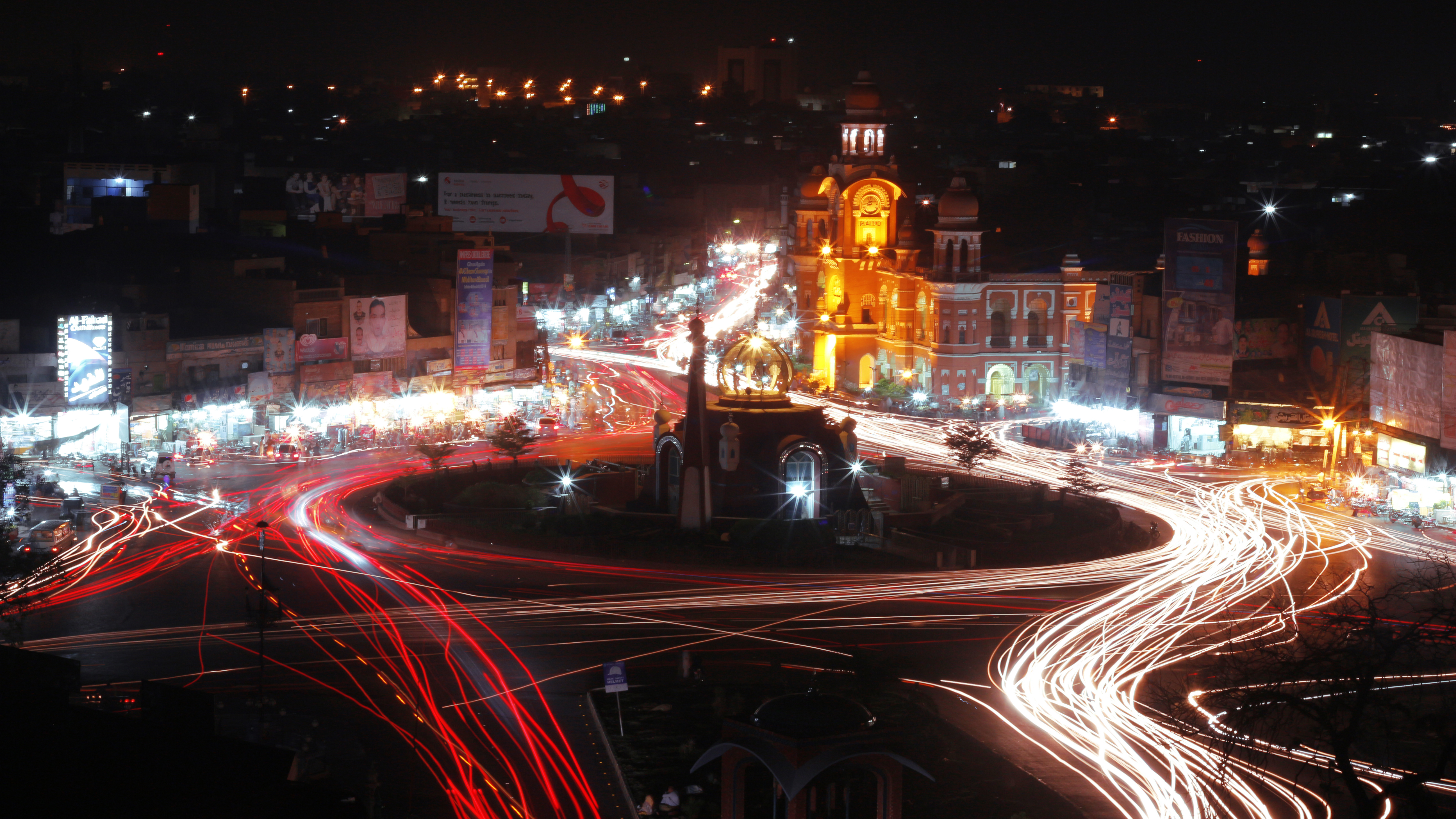
Vue de nuit de la Clock Tower à Multan.

Le district est divisé en quatre tehsils, Multan, Multan Saddar, Shujabad et Jalalpur Pirwala, et 77 Union Councils. Seules quatre villes dépassent les 20 000 habitants, et la plus importante est de loin la capitale Multan. Elle regroupait à elle seule 40 % de la population totale du district selon le recensement de 2017, alors que ces quatre villes représentaient elles l'ensemble de la population urbaine.
Avant 1985, le district comprenait aussi les tehsils de Kabirwala et Mian Channu, mais ces derniers ont été intégrés dans le nouveau district de Khanewal cette année.
| Ville            | Population (rec. 2017) |
| ---------------- | ---------------------- |
| Multan           | 1 871 843              |
| Shujabad         | 80 035                 |
| Jalalpur Pirwala | 67 651                 |
| Qadirpur Ran     | 23 928                 |

## Politique

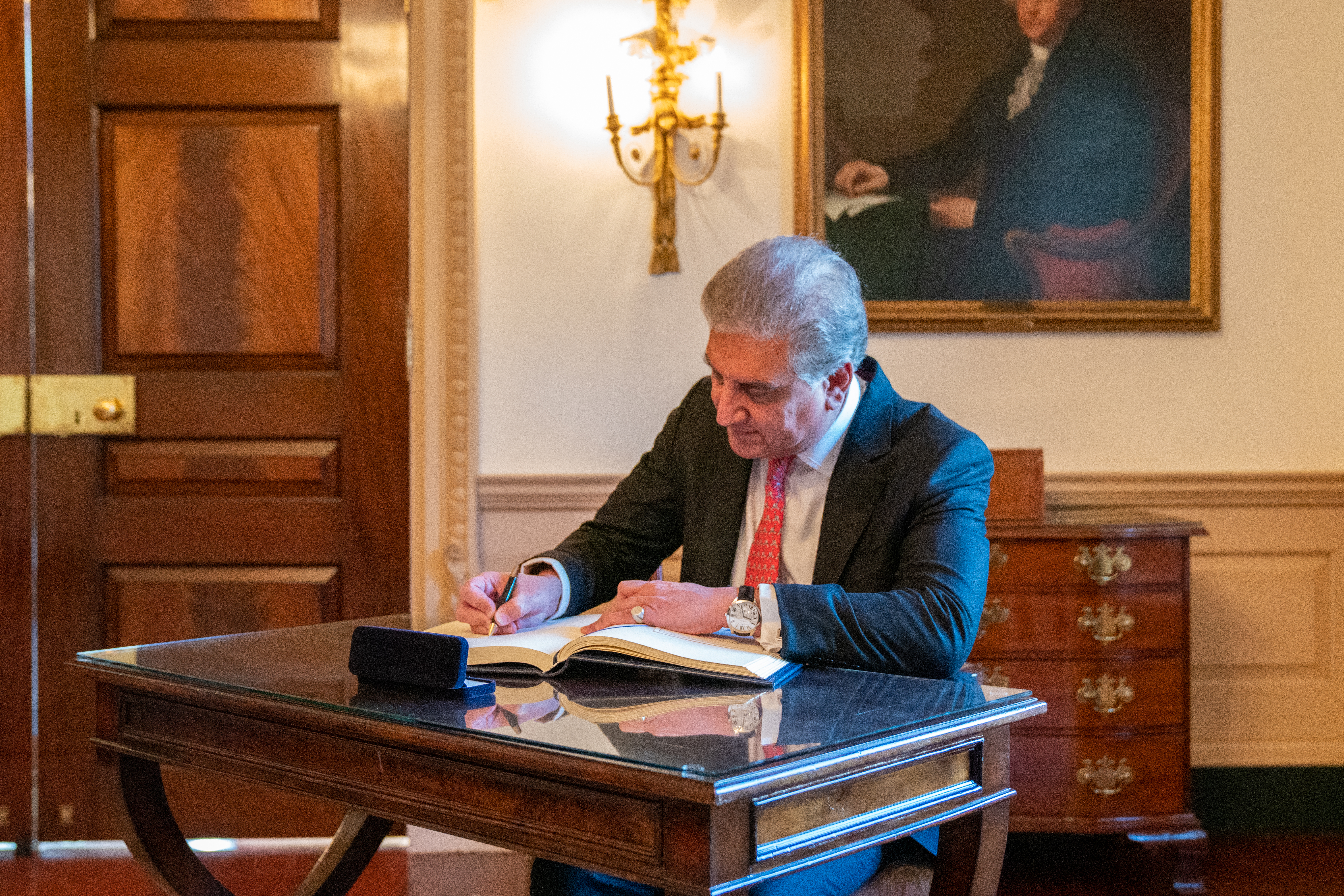
Le ministre Shah Mehmood Qureshi est élu du district.

De 2002 à 2018, le district est représenté par les treize circonscriptions no 194 à 206 à l'Assemblée provinciale du Pendjab. Lors des élections législatives de 2008, elles sont remportées par huit candidats du Parti du peuple pakistanais (PPP), trois de la Ligue musulmane du Pakistan (N) et deux de la Ligue musulmane du Pakistan (Q), et durant les élections législatives de 2013 elles ont été remportées par onze candidats de la Ligue musulmane du Pakistan (N) et deux du Mouvement du Pakistan pour la justice. À l'Assemblée nationale, il est représenté par les six circonscriptions no 148 à 153. Lors des élections de 2008, elles ont été remportées par trois candidats du PPP, deux de la Ligue (N) et un de la Ligue (Q), et durant les législatives de 2013 elles sont remportées par quatre candidats de la Ligue (N) et deux du Mouvement pour la justice. Ces derniers se trouvent être les anciens ministres fédéraux Shah Mehmood Qureshi et Javed Hashmi.
Avec le redécoupage électoral de 2018, Multan est représenté par les six circonscriptions no 154 à 159 à l'Assemblée nationale et par les treize circonscriptions no 211 à 223 à l'Assemblée provinciale. Lors des élections de 2018, elles sont remportées par quatorze candidats du Mouvement du Pakistan pour la justice, deux de la Ligue (N), deux indépendants et un du PPP.
| Parti                                        | Voix (national) | %       | Élus nationaux | Élus provinciaux |
| -------------------------------------------- | --------------- | ------- | -------------- | ---------------- |
| Mouvement du Pakistan pour la justice        | 589 969         | 43,39 % | 6              | 8                |
| Ligue musulmane du Pakistan (N)              | 421 745         | 31,03 % | 0              | 2                |
| Parti du peuple pakistanais                  | 209 483         | 15,41 % | 0              | 1                |
| Tehreek-e-Labbaik Pakistan                   | 31 481          | 2,32 %  | 0              | 0                |
| Autres partis                                | 22 507          | 1,66 %  | 0              | 0                |
| Indépendants                                 | 83 785          | 6,17 %  | 0              | 2                |
| Total exprimés                               | 1 358 970       | 100 %   | 6              | 13               |
| Source : Commission électorale du Pakistan,. |                 |         |                |                  |